# Pheidologeton maccus
Pheidologeton maccus är en myrart som beskrevs av Wheeler 1929. Pheidologeton maccus ingår i släktet Pheidologeton och familjen myror. Inga underarter finns listade i Catalogue of Life.